# Marian Machowski
Marian Machowski (Krakkó, 1932. október 1. – Krakkó, 2022. január 5.) válogatott lengyel labdarúgó, csatár.

## Pályafutása

### Klubcsapatban
A Nadwiślana Kraków csapatában kezdte pályafutását. 1954 és 1963 között a Wisła Kraków labdarúgója volt. Összesen 181 bajnoki mérkőzésen szerepelt és 14 gólt szerzett. Az amerikai ACC Eagles Chicago együttesében fejezte be az aktív labdarúgást.

### A válogatottban
1956. augusztus 23-án egy alkalommal szerepelt a lengyel válogatottban egy Bulgária elleni barátságos mérkőzésen. A wrocławi találkozó 2–1-es bolgár győzelemmel ért véget.

### Edzőként
Visszavonulása után a Wisła Kraków tartalék- és ifjúsági csapatainál dolgozott edzőként. 1967 és 1969 között Mieczysław Gracz vezetőedző mellett dolgozott az első csapatnál.

## Visszavonulása után
A krakkói AGH Tudományos és Technológiai Egyetemen végzett. Bányászatra és bányászati gépek területére szakosodott kutató lett. A műemlékvédelem területén végzett oktatói és kutatói tevékenységéért számos állami kitüntetésben részesült. 72 tudományos munka és hét szabadalom fűződött a nevéhez.

## Statisztika

### Mérkőzése a lengyel válogatottban
| Lengyelország | Lengyelország       | Lengyelország               | Lengyelország | Lengyelország | Lengyelország | Lengyelország | Lengyelország | Lengyelország |
| #             | Dátum               | Helyszín                    | Hazai         | Eredmény      | Vendég        | Kiírás        | Gólok         | Esemény       |
| ------------- | ------------------- | --------------------------- | ------------- | ------------- | ------------- | ------------- | ------------- | ------------- |
| 1.            | 1956. augusztus 26. | Wrocław, Stadion Olimpijski | Lengyelország | 1 – 2         | Bulgária      | barátságos    | -             |               |
|               | Összesen            |                             |               | 1             | mérkőzés      |               | 0             | gól           |